# Pensum
Een pensum is een aantal taken dat in een bepaalde tijd moet worden afgewerkt. In scholen, vooral in Duitsland, wordt het woord wel gebruikt om  de lesstof die leerlingen binnen een bepaalde tijd onder de knie dienen te hebben, aan te geven.
Het woord komt van het Latijnse pendere dat onder andere "wegen" of "afwegen" betekent, een pensum in de Romeinse tijd was een afgewogen hoeveelheid wol die slavinnen in een dag moesten spinnen, maar werd ook in ongeveer de huidige betekenis gebruikt als "taak" of "dagtaak".